# Stańczyki
Stańczyki (niem. Staatshausen) – wieś w Polsce położona w województwie warmińsko-mazurskim, w powiecie gołdapskim, w gminie Dubeninki, na północny zachód od Suwałk. Obok wsi przepływa rzeka Błędzianka.

## Historia
Wzmiankowana w dokumentach z XVI wieku jako Staciówka. W 1927 r. przez wieś uruchomiona została linia kolejowa Gołdap – Żytkiejmy. Po zajęciu Prus Wschodnich przez wojska radzieckie w 1945 r. uległa ona rozebraniu. W 1945 r. wieś włączono do Polski pod nazwą Stańczyki.
W latach 1975–1998 miejscowość administracyjnie należała do województwa suwalskiego.

## Atrakcje
- W Stańczykach znajdują się zabytkowe wiadukty kolejowe nieczynnej już linii Gołdap – Żytkiejmy (39,5 km) tzw. Mosty w Stańczykach.

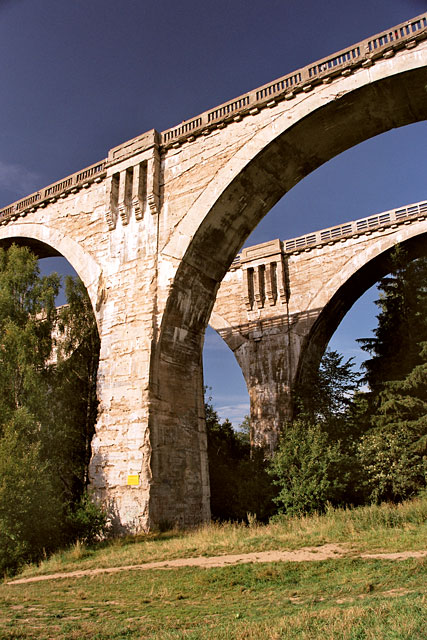
Wiadukty w Stańczykach.
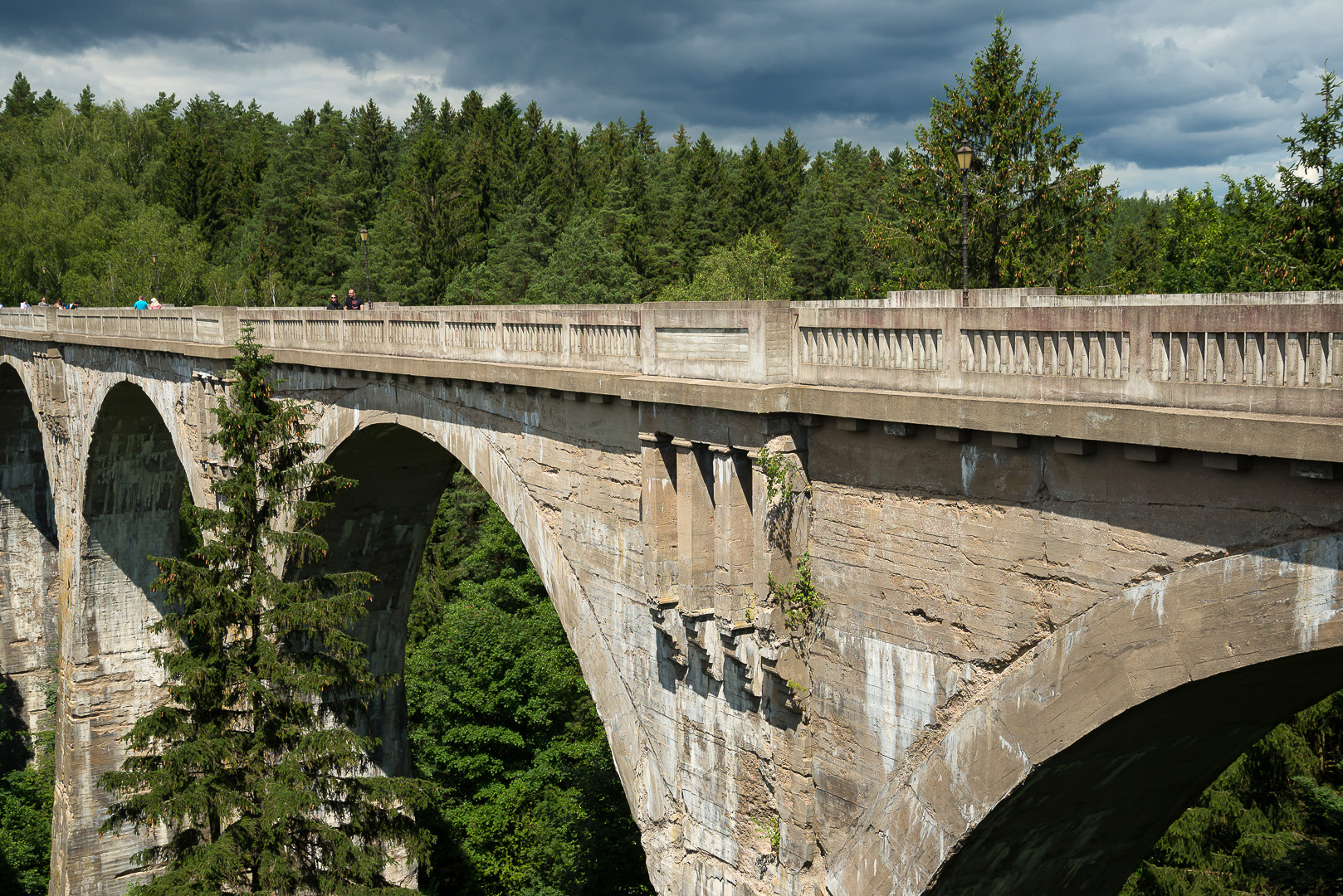
Mosty kolejowe w Stańczykach - widok.
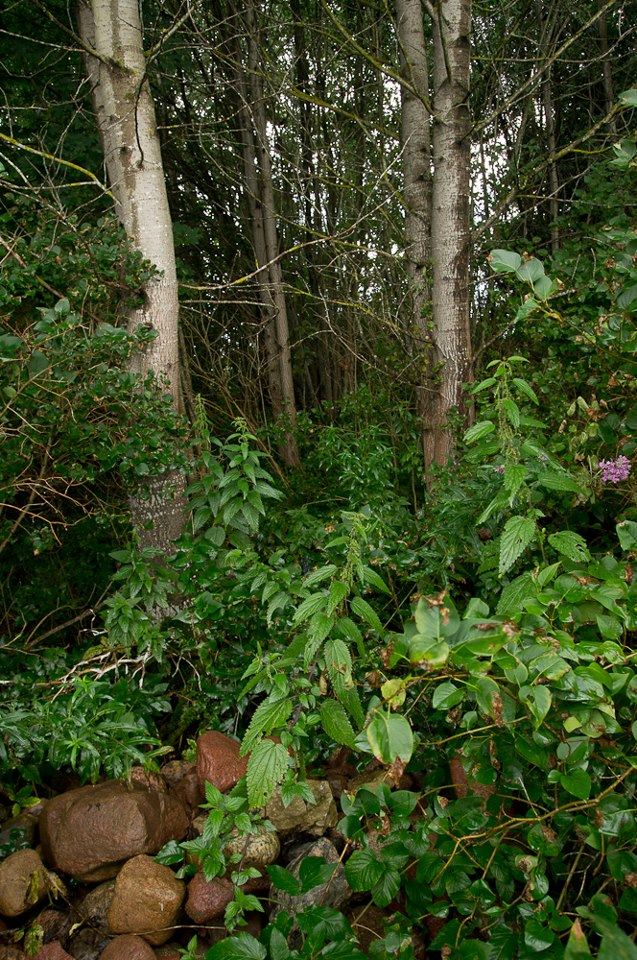
Zabytkowy cmentarz ewangelicki w Stańczykach.